# Lista över världsrekord i friidrott satta 2016
Det här är en lista över världsrekord i friidrott satta 2016.

## Inomhus
| Idrottare         | Land     | Gren                  | Rekord  | Tävling      | Plats     | Datum            | Gällde till |
| ----------------- | -------- | --------------------- | ------- | ------------ | --------- | ---------------- | ----------- |
| Ayanleh Souleiman | Djibouti | 1 000 m män           | 2.14,20 | Globen-galan | Stockholm | 17 februari 2016 | gäller 2022 |
| Genzebe Dibaba    | Etiopien | 1 engelsk mil kvinnor | 4.13,31 | Globen-galan | Stockholm | 17 februari 2016 | gäller 2022 |

## Utomhus
| Idrottare         | Land      | Gren                   | Rekord   | Tävling                       | Plats          | Datum           | Gällde till     |
| ----------------- | --------- | ---------------------- | -------- | ----------------------------- | -------------- | --------------- | --------------- |
| Stanley Biwott    | Kenya     | 30 km män              | 1:27.13  | London Marathon               | London         | 24 april 2016   | 1 november 2017 |
| Eliud Kipchoge    | Kenya     | 30 km män              | 1:27.13  | London Marathon               | London         | 24 april 2016   | 1 november 2017 |
| Kendra Harrison   | USA       | 100 m häck kvinnor     | 12,20    | Anniversary Games             | London         | 22 juli 2016    | 24 juli 2022    |
| Almaz Ayana       | Etiopien  | 10 000 m kvinnor       | 29.17,45 | Olympiska spelen              | Rio de Janeiro | 12 augusti 2016 | 6 juni 2021     |
| Wayde van Niekerk | Sydafrika | 400 m män              | 43,03    | Olympiska spelen              | Rio de Janeiro | 14 augusti 2016 | gäller 2022     |
| Anita Włodarczyk  | Polen     | Släggkastning kvinnor  | 82,29    | Olympiska spelen              | Rio de Janeiro | 15 augusti 2016 | 28 augusti 2016 |
| Ruth Jebet        | Bahrain   | 3 000 m hinder kvinnor | 8.52,78  | Meeting de Paris              | Paris          | 27 augusti 2016 | 20 juli 2018    |
| Anita Włodarczyk  | Polen     | Släggkastning kvinnor  | 82,98    | Memoriał Kamili Skolimowskiej | Warszawa       | 28 augusti 2016 | gäller 2022     |

## U20-rekord
| Idrottare         | Land     | Gren                 | Rekord  | Tävling                                        | Plats       | Datum           | Gällde till     |
| ----------------- | -------- | -------------------- | ------- | ---------------------------------------------- | ----------- | --------------- | --------------- |
| Wilma Murto       | Finland  | Stavhopp flickor     | 4,65    | Hallenstürmer-Cup                              | Zweibrücken | 31 januari 2016 | 31 januari 2016 |
| Wilma Murto       | Finland  | Stavhopp flickor     | 4,71    | Hallenstürmer-Cup                              | Zweibrücken | 31 januari 2016 | gäller 2022     |
| Sydney McLaughlin | USA      | 400 m häck flickor   | 54,15   | U.S. Olympic Trials (amerikanska mästerskapen) | Eugene      | 10 juli 2016    | 25 juni 2017    |
| Neeraj Chopra     | Indien   | Spjutkastning pojkar | 86,48   | Juniorvärldsmästerskapen                       | Bydgoszcz   | 23 juli 2016    | gäller 2022     |
| Yomif Kejelcha    | Etiopien | 3 000 m pojkar       | 7.28,19 | Meeting de Paris                               | Paris       | 27 augusti 2016 | gäller 2022     |

## U20-inomhusrekord
| Idrottare         | Land     | Gren               | Rekord  | Tävling                         | Plats       | Datum            | Gällde till     |
| ----------------- | -------- | ------------------ | ------- | ------------------------------- | ----------- | ---------------- | --------------- |
| Konrad Bukowiecki | Polen    | Kulstötning pojkar | 22,48   |                                 | Toruń       | 8 januari 2016   | gäller 2022     |
| Wilma Murto       | Finland  | Stavhopp flickor   | 4,65    | Hallenstürmer-Cup               | Zweibrücken | 31 januari 2016  | 31 januari 2016 |
| Wilma Murto       | Finland  | Stavhopp flickor   | 4,71    | Hallenstürmer-Cup               | Zweibrücken | 31 januari 2016  | gäller 2022     |
| Ewa Swoboda       | Polen    | 60 m flickor       | 7,07    | Toruń Copernicus Cup            | Toruń       | 12 februari 2016 | gäller 2022     |
| Gudaf Tsegay      | Etiopien | 1 500 m flickor    | 4.01,81 | Glasgow Indoor Grand Prix       | Glasgow     | 20 februari 2016 | 8 februari 2020 |
| Vashti Cunningham | USA      | Höjdhopp flickor   | 1,99    | Amerikanska inomhusmästerskapen | Portland    | 12 mars 2016     | 26 januari 2019 |